# SN 2001da
SN 2001da – supernowa typu Ia odkryta 9 lipca 2001 roku w galaktyce NGC 7780. W momencie odkrycia miała maksymalną jasność 16,50m.